# جان بوین (بازیکن فوتبال)
جان بوین (انگلیسی: Jean Boin; ۱۵ مهٔ ۱۹۴۹ – ۲۵ ژوئیهٔ ۲۰۲۰) بازیکن فوتبال اهل فرانسه بود.
از باشگاه‌هایی که در آن بازی کرده‌است می‌توان به باشگاه فوتبال لانس و باشگاه فوتبال استاد رنس اشاره کرد.